# Bob Lymburne

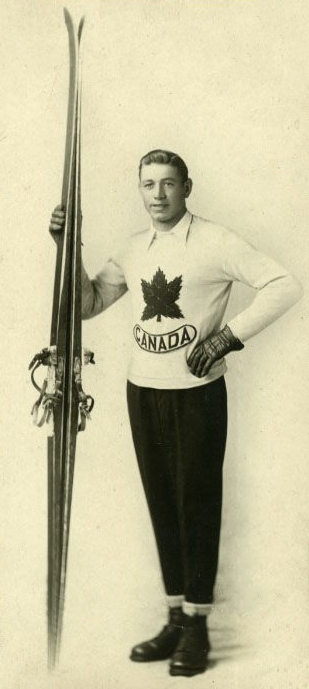
Bob Lymburne år 1932.

Robert Samuel "Bob" Lymburne, född 30 juli 1909 i Fort William, var en kanadensisk vinteridrottare. Han deltog i olympiska spelen 1932 i Lake Placid. Han kom på 19:e plats i backhoppning.